# 브라이언 메이

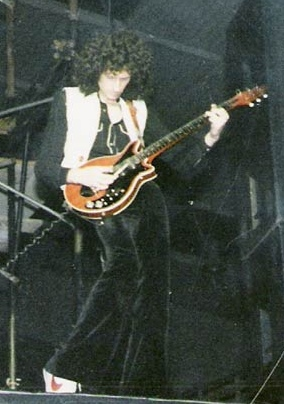
1979년 퀸의 투어에서

브라이언 해럴드 메이 경(영어: Sir Brian Harold May, CBE, 1947년 7월 19일 ~ )은 영국의 음악가이자 천체물리학자이다. 록 밴드 퀸의 기타리스트로, 독특한 기타 음색과 그가 아버지와 함께 직접 만든 수제 기타 레드 스페셜로 유명하다. 그가 작곡한 히트곡으로는 〈We Will Rock You〉, 〈Tie Your Mother Down〉, 〈Who Wants To Live Forever〉, 〈Too Much Love Will Kill You〉 등이 있다.
2008년부터 2013년까지 제4대 리버풀 존 무어스 대학교(Liverpool John Moores University) 총장을 지냈다.

## 음악가 경력과 특징
브라이언 메이의 기타 연주는 독특한 음색을 가지고 있다. 그의 트레이드 마크로 굳어진 그만의 기타 음색은 많은 사람들이 카피를 시도했지만 완벽히 같은 음색을 따라 하는 것은 힘든 것으로 알려져 있다.
메이는 다양한 종류의 기타를 연주했는데 주로 레드 스페셜을 연주한다. 레드 스페셜은 그가 아버지인 헤럴드 메이와 함께 디자인한 기타로, 18세기에 화로로 썼던 나무로 만들었다. 레드 스페셜에 대한 그의 설명을 《Queen In Their Own Words》(믹 마이클 저, 1992)의 62페이지에서 인용하면 다음과 같다.
"전 큰 넥을 좋아합니다 - 두껍고, 평평한 거요. 핑거보드는 러스틴 플라스틱 코팅으로 칠했고요. 트레몰로는 자전거 안장에 다는 주머니로 만들었는데, 끝부분의 놉은 뜨개질용 바늘로, 스프링은 낡은 오토바이의 밸브 스프링으로 만들었답니다."
그가 직접 만들었다는 그 독창성은 메이가 오묘하고 독특한 사운드 효과를 낼 수 있게 도왔다. 예를 들어 〈Procession〉이란 노래에선 오케스트라를 흉내 낼 수 있었고, 〈Get Down, Make Love〉에서는 신시사이저로 착각할 만한 특이한 사운드 효과를 연출했다. 또한 〈Good Company〉에선 트롬본, 피콜로 등을 흉내 내기도 했다.
또한 그는 수제 기타와 함께 플라스틱 피크 대신에 영국의 6펜스 동전을 사용하는데, 동전이 딱딱하기 때문에 연주하면서 컨트롤하기에 더 좋다는 이유 때문이다.
메이는 어린 시절에 클리프 리처드와 더 섀도스의 팬이었는데, 이들은 메이가 거칠고 빠른 곡을 즐겨 연주하도록 영향을 주었다고 한다.
퀸의 코러스에서 그는 보통 낮은 음의 배킹 보컬을 맡았다. 그리고 그가 작곡한 노래 중 〈Some Day One Day〉, 〈All Dead, All Dead〉, 〈Leaving Home Ain't Easy〉, 〈’39〉와 같은 노래에선 직접 보컬을 맡기도 했다.
브라이언 메이는 프레디 머큐리의 사후, 2개의 솔로 앨범(《Back to the Light》, 《Another World》)을 내기도 했다.

## 천체물리학자로서의 경력
메이는 임페리얼 칼리지 런던에 진학하여 물리와 수학을 전공하고, 동 대학에서 박사과정을 밟으면서 행성 간 먼지의 속도에 따른 빛의 반사에 대해 연구하였다. 1970년대 초 퀸 활동이 성공하면서 학업을 중단했다가, 2007년 10월 황도광에 대한 박사 논문(A Survey of Radial Velocities in the Zodiacal Dust Cloud)을 완성하여 2008년 5월 14일 졸업하였다.
2007년 11월 17일 리버풀 존 무어스 대학교의 총장으로 선임되어 2008년 취임하였고, 2013년까지 재임하였다.

## 사생활
메이는 동료 프레디 머큐리, 로저 테일러, 존 디콘과는 달리 담배를 피우지 않았으며, 마약이나 문란한 여성 관계 등과도 거리가 멀었다. 술은 아주 가끔 마시며 그가 가장 좋아하는 맥주는 기네스, 가장 좋아하는 리큐르는 베일리스다.
그는 꽤 조용하며 내성적인 성격으로 알려져 있다. 한 인터뷰에서 그는 1980년대 후반에 자살을 기도할 정도의 우울증에 시달리기도 했다고 고백했었다. 그 당시 그는 아내와 이혼했고, 아버지가 사망했으며, 프레디의 건강 악화로 라이브 투어까지 하지 못했기 때문이다.
아버지인 헤럴드 메이가 애연가였기 때문에 메이는 담배를 싫어하며 특히 실내에서의 흡연을 극도로 싫어한다. 그는 개인 홈페이지에서 담배에 대한 자신의 의견을 종종 글 중에 내비치곤 한다.
메이는 2000년 11월 18일 배우 애니타 돕슨과 재혼했으며, 그에겐 3명의 자녀가 있다.

## 음반 목록
솔로 음반
- Back to the Light (1992)
- Another World (1998)
- Furia (2000) - 사운드트랙

## 서훈
2005년 12월 6일, 브라이언 메이는 음악 산업에서의 공로를 인정받아 엘리자베스 2세 여왕으로부터 대영 제국 훈장 3등급(CBE)을 받았다.
2023년, 음악에서의 공로와 함께 동물복지 등 여러 영역에서의 자선활동 공로를 인정받아 기사작위(Knight Bachelor) 서임대상자로 올랐다.

### 내용주
1. ↑  2005년 6월서훈명단(2005 Birthday Honours)에 등재
2. ↑  2023년 신년서훈명단(2023 New Year Honours)에 등재

### 참조주
1. 1 2  “Supplement No. 1: New Year Honours List - United Kingdom”. 《런던 가제트》 (영어) (63918): N2. 2022년 12월 31일.
2. ↑  “Supplement No. 1: Birthday Honours List - United Kingdom”. 《런던 가제트》 (영어) (57665): B8. 2005년 6월 11일.